# バウル (サンドイッチ)
バウル (Bauru) は、ブラジルのサンドイッチ。ラジオ番組のディスクジョッキーだったカシミーロ・ピント・ネトが、1934年にサンパウロ州バウルのスナックバーであるLanchonete店の「Ponto Chic」で創作した。

## 概要
当時法学を学ぶ大学生だったカシミーロ・ピント・ネトが、教育保健省が実施する幼児向け食育のために元市長が出版した本を参考に、ローストビーフ、モツァレラチーズ、輪切りトマト、ピクルスを、オレガノとサルサで調味してフランスパンで挟んだ栄養豊富なサンドイッチを、Ponto Chic の調理人カルロスに作らせると、友人の Antonio Boccini Jr. を初め店内の客らに好評を博し、国内に広く伝播した。
1998年6月24日にバウル市条例4314号で、「バウル」調理法が定められた。